# Лодвар
Ло́двар, Лодуар (англ. Lodwar) — город на северо-западе Кении, в провинции Рифт-Валли. Административный центр округа Туркана. Расположен к западу от озера Рудольф на автомобильной дороге A1, на высоте 477 м над уровнем моря. По оценочным данным на 2005 год население города составляет 19 113 человек.
В населённом пункте располагаются больница, католическая церковь и аэропорт Лодвар.

## Промышленность
В городе развиты плетение корзин и туризм.

## Религия
Город является центром одноимённой католической епархии.